# Luděk Šnepp

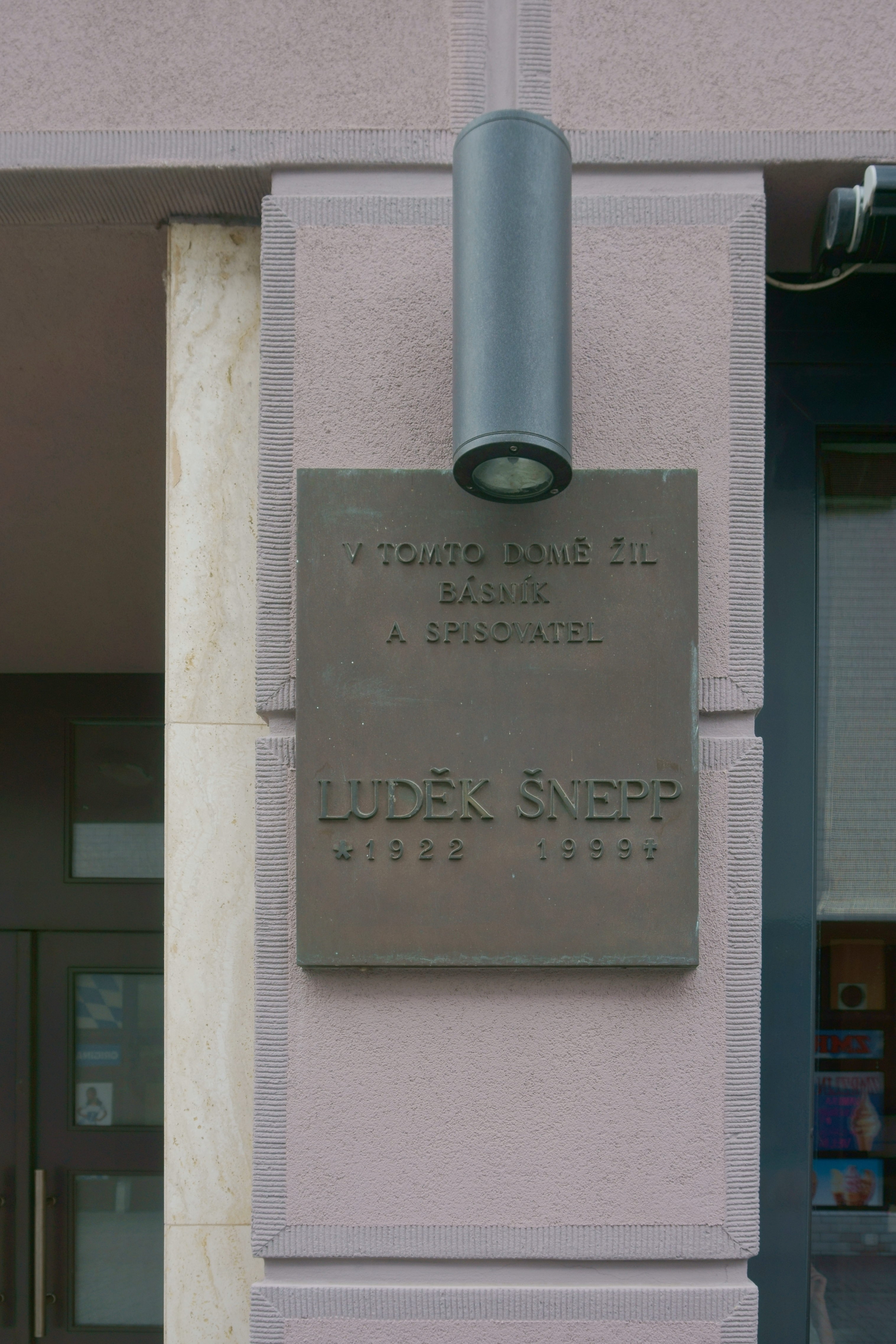
Pamětní deska v Chebu

Luděk Šnepp (21. prosince 1922 Lány – 11. dubna 1999 London (Ontario)) byl český spisovatel, od roku 1968 žil v emigraci.

## Život
Po dětství v Novém Strašecí studoval v letech 1933–1936 na reálce v Praze, studium nedokončil. Po odchodu z domova pracoval jako dělník v lese a na stavbách. Za německé okupace byl totálně nasazen v Berlíně, odkud v roce 1944 uprchnul. Podařilo se mu získat novou pracovní knížku a pracoval jako horník na Kladně. Po válce odjel v květnu 1945 do Křešic u Děčína, kde se stal mistrem v továrně na umělé tuky. (Autobiografické prvky má jeho novela Klopýtání po bouři, kde je továrna na umělé tuky jednou z kulis lásky mezi Čechem a sudetskou Němkou.) Když v roce 1960 vyšla jeho první kniha Život na třetí, stal se profesionálním spisovatelem, v roce 1967 ředitelem chebského kulturního střediska. Po invazi vojsk Varšavské smlouvy emigroval v říjnu 1968 do Kanady. Usadil se v městě London, kde vystřídal několik zaměstnání a v roce 1987 odešel do penze.
 Zemřel v roce 1999 na mozkovou mrtvici.
Byl ženat, manželka Libuše Šneppová přeložila některá jeho díla do angličtiny.

## Dílo
Luděk Šnepp psal poezii i prózu.
Po emigraci se Šneppovo dílo dostalo na seznam zakázaných knih a nebylo do roku 1989 zveřejňováno. V emigraci vyšla jedna z jeho povídek anglicky v překladu manželky Libuše Šneppové. K dohodě o českém vydání v exilovém nakladatelství ’68 Publishers přes původní zájem nedošlo. V Česku nebyla díla Luďka Šneppa vydána ani po roce 1989 (stav 2021).

### Literární kritika
V 60. letech 20. století přijímala kritika jeho díla s výhradami. V roce 1963 hodnotil literární kritik Jan Petrmichl českou povídku, která se snažila překonat schematismus 50. let 20. století (Hana Bělohradská, Jan Procházka, Ladislav Bublík a další). V porovnání uvedl o Šneppově novele Sedmkrát na stupni, že „...se víc než často uchýlí k docela banálním frázím“. V roce 1964 dospěl Zdeněk Heřman k závěru, že jeho „...elementární literární kvality jsou ještě nevyzrálé.“ Příznivěji hodnotil povídku Klopýtání po bouři Jiří Opelík, i ten však vyslovil řadu kritických připomínek.

### Deníky a časopisy
V 60. letech 20. století přispíval do řady periodik jako Host do domu (básnický debut 1958), Mladá fronta, Červený květ (Ostrava), Literární noviny. V exilu přispíval do exilových periodik.

### Knižní vydání
- Život na třetí (Praha, Československý spisovatel,	1960)
- Vás potkávám (verše 1960, Praha, Mladá fronta, 1961)
- Sedmkrát na stupni (Praha, Československý spisovatel,	1962)
- Hvězdné signály (Plzeň, Krajské nakladatelství, 1963)
- Klopýtání po bouři (Praha, Mladá fronta, 1963)
- Jitřní louže (Plzeň, Krajské nakladatelství, 1964)
- Protichodci (Plzeň, Západočeské nakladatelství, 1967)
- Pláňata (Plzeň, Západočes. nakl.,	1968)

## Film a televize
- 1962 – Podle novely Luďka Šneppa Život na třetí vznikla televizní inscenace z prostředí učňovského internátu, kterou zdramatizoval Jiří Körber a režíroval Miloslav Zachata[7]
- 1963 – Luděk Šnepp byl autorem námětu nezrealizovaného filmu Pět minut po válce. (Scénář napsali František Kožík a Vladimír Delong, který měl film režírovat; na dialozích spolupracoval Josef Škvorecký.)[8]

## Posmrtná připomínka
V roce 2004 byla k pátému výročí úmrtí Luďka Šneppa na domě ve Šlikově ulici v Chebu, kde žil, instalována pamětní deska.